# Алтера
 Тази статия е за българската марка.  За американската компания вижте Altera.  
Алтера е културната марка на фирма „Делта Ентъртейнмънт“ ЕООД. Под шапката на Алтера през годините стоят арт център (основан 2005), списание „алтера“ , сп. „алтера Академика“, също така издателство „Алтера“ и арт бистро „Алтера“.
Арт център Алтера присъжда и награда „Алтера“,  а към арт-центъра има и галерия .
Издателство Алтера организира през март 2009 Форум Алтера върху въпросите на литературата, четенето и книгоиздаването .

## История
„Алтера“ стартира със създаването на списание „алтера“ (2005), по-късно през същата година е създаден арт център „Алтера“. През пролетта на 2007 започва издаването и на списание „алтера Академика“, а от средата на 2007 стартира и Издателство „Алтера“.
През есента на 2008 започват организиранията на литературни четения, музикални салони, поетически дуели , „приятелски срещи“ . През 2009 (заради финансовата криза) са закрити сп. Алтера и музикалните салони към Алтера, по-късно спира и издаването на сп. Алтера академика (есенно-пролетният брой е последен).

## Списание Алтера
Списание „Алтера. пол, език, култура“, което излиза месечно (10 броя годишно) през периода 2005 – март 2009 е цветно илюстровано списание, често смятано за най-прогресивното ни списание за култура и политика, както и „едно от най-оригиналните издания“  в България (през периода на издаването му). Списанието публикува литературни текстове (поезия, проза), литературна критика (рубрика водена от Албена Стамболова), статии върху фотографията, класическа музика и т.н.
Броевете за месец март 2007 , март 2008  и март-април 2009 (“За родствата по избор") са посветени на темата за хомосексуалността.

## Алтера Академика
Списание Алтера Академика е издавано четири пъти годишно („сезонно списание“ за пролет, лято, есен, зима ) и е „теоретично списание за философия, хуманитаристика и социални науки“ , както и феминизъм . Списанието се стреми да отрази различни направления и школи във философията и хуманитаристиката, като по този начин предостави поле за дебат между тях. 

## Арт център
Арт център Алтера се намира в Интерпред , София, бул. Драган Цанков 36, и галерия е с Голям салон и Малък салон. Арт центърът организира фестивали, представяния на различни световни култури в България, артистично-социални проекти, поетически двубои, музикални салони.